# William H. Willson
William H. Willson, all'anagrafe William Holden Willson (14 aprile 1805 – Salem, 17 aprile 1856), è stato un esploratore e missionario statunitense, fondatore della capitale dell'Oregon Salem e primo tesoriere del Provisional Government of Oregon.

## Biografia
Nativo del New Hampshire, emigrò nella Oregon Country nel 1837 per lavorare alla Missione Metodista, e lì avrebbe partecipato ai Champoeg Meetings.